# Herlikofen
Herlikofen ist ein Stadtteil von Schwäbisch Gmünd in Baden-Württemberg.

## Geographie

### Geographische Lage
Herlikofen liegt etwa viereinhalb Kilometer nordöstlich von Schwäbisch Gmünd auf einer schmalen Liasplatte, die steil zur Rems abfällt.
Im Norden grenzt Herlikofen an Täferrot. Nordöstlich liegt die Gemeinde Leinzell, östlich Iggingen und der Teilort Brainkofen. Im Süden liegt Herlikofens ehemaliger Teilort Hussenhofen. Im Westen grenzt Lindach, südwestlich schließlich die Stadt Schwäbisch Gmünd an Herlikofen.

## Geschichte
Auf der Gemarkungsfläche finden sich zahlreiche Spuren der Römer. Von der Mitte des 2. Jahrhunderts an war das Gebiet für ca. 100 Jahre Bestandteil des Römischen Imperiums. Quer durch den heutigen Ort verlief vom Schießtal kommend der rätische Limes in gerader Richtung nach Osten. Der Verlauf des römischen Grenzwalls wird heute vom südlichen Rand der Straße „Am Limes“ nachgezeichnet. Die Überreste eines römischen Wachturms dienten der 1764 errichteten Kerkerkapelle als Fundament. Westlich von Herlikofen, unweit der heutigen Ortsgrenze, lag das Kleinkastell Hintere Orthalde.
Eine urkundliche Erwähnung des Ortes erfolgt in einer in Schwäbisch Hall am 28. April 1225 datierten Urkunde König Heinrichs, in der ein als „Ritter“ bezeichneter Růdegerus de Herlekoven genannt wird. Der Ortsadel, der vermutlich eine Burg westlich des Ortes besaß, ist später offenbar nach Gmünd abgewandert, wie eine 1296 für das Kloster Adelberg ausgestellte Urkunde vermuten lässt.
Ab dem 14. Jahrhundert befinden sich zahlreiche Güter des Dorfes in geistlichem Besitz. So erhalten, meist aus bürgerlicher Hand, das Dominikanerinnenkloster Gotteszell, das Heiliggeistspital (1422) oder das Predigerkloster (1439) Besitzrechte im Ort.

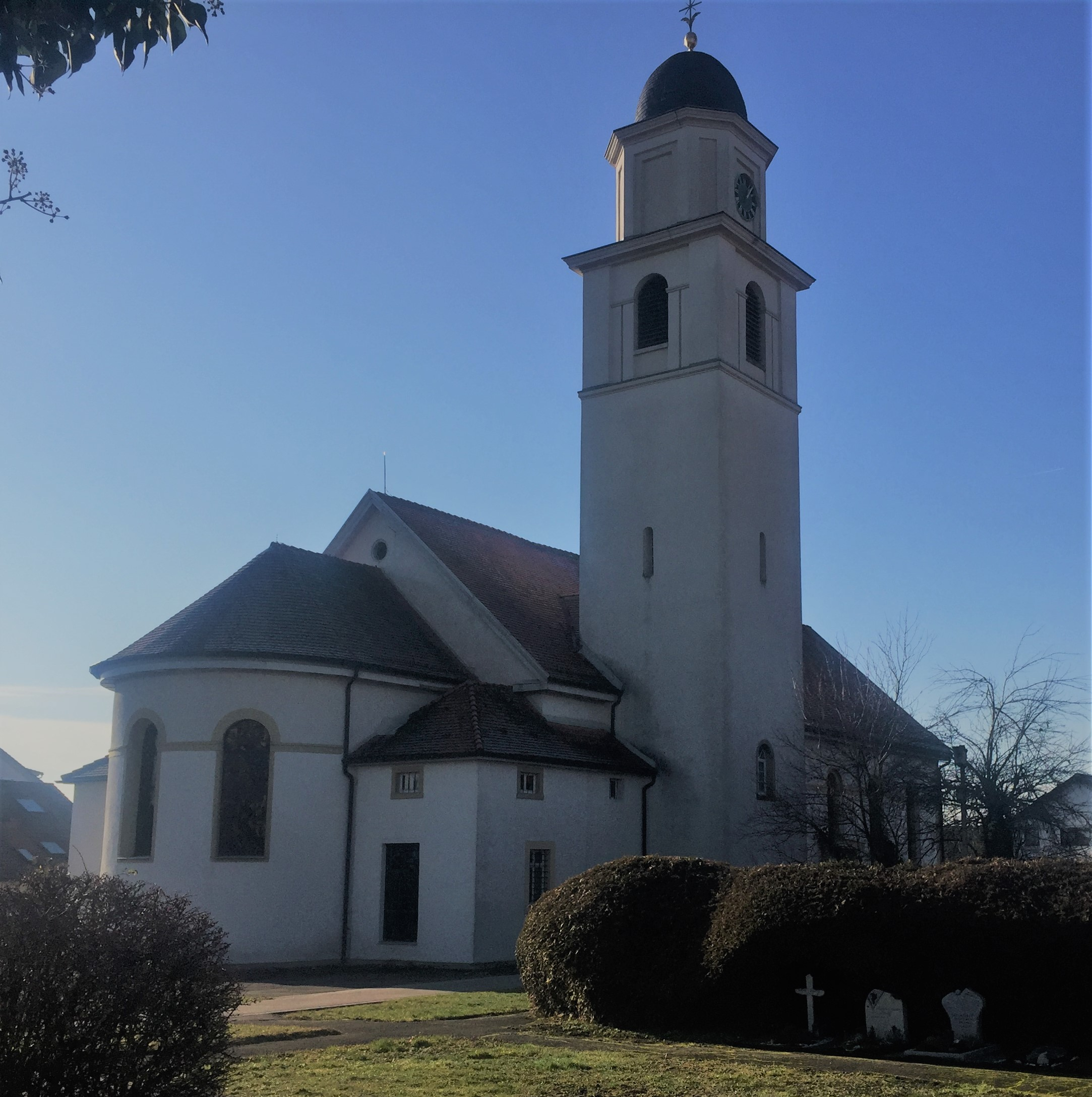
Katholische Kirche St. Alban

Die erste Kirche in Herlikofen wurde 1349 erwähnt. Sie gehörte zur Pfarrei Iggingen. 1452 kam es zum Neubau einer Chorturmkirche.
Mitte des 16. Jahrhunderts erlangte durch Tausch ehemals waibelhubiger Güter von den Erbschenken von Limpurg erlangte die Reichsstadt Gmünd die vollständige Herrschaft über das Dorf. Herlikofen gehörte fortan zum reichsstädtischen Amt Iggingen. 1802 kam Herlikofen mit Gmünd zu Württemberg. 1819 wurde die Gemeinde Herlikofen gebildet und um Hirschmühle und Hussenhofen erweitert. 
1835 wurde die heutige Kirche St. Alban errichtet, die Kirchweihe fand aber erst 1840 statt.  
1938 wurden Zimmern und Hirschmühle von Oberböbingen nach Herlikofen eingemeindet. 
Am 1. Januar 1969 wurde Herlikofen mit seinen Ortsteilen Hussenhofen, Zimmern, Hirschmühle und Burgholz, die fortan einen eigenen Stadtteil bilden, nach Schwäbisch Gmünd eingemeindet.

## Verkehr
Die Landesstraße 1075 führt direkt durch den Ort.
Über den damaligen Ortsteil Hussenhofen besaß Herlikofen seit 1889 indirekt eine Haltestelle an der Remsbahn.

## Vereine
Herlikofen besitzt ein vielfältiges Vereinsleben. Älteste heute noch bestehende Vereine sind der 1850 gegründete Liederkranz Herlikofen und der 1886 ins Leben gerufene Turnverein, heute ein Mehrspartenverein. Ein Schützenverein wurde 1927 ins Leben gerufen, 1930 der Musikverein Herlikofen.
Weitere größere Vereine sind u. a. der Kleintierzuchtverein, eine Ortsgruppe des DRK und der Katholische Kirchenchor St. Albanus.
Die Kreisgruppe Schwäbisch Gmünd der Landsmannschaft der Siebenbürger Sachsen hat ihren Sitz ebenfalls in Herlikofen.